# Idrottsföreningen Kamraterna Klagshamn
O Idrottsförbundet Kamraterna Klagshamn, ou simplesmente IFK Klagshamn, é um clube de futebol da Suécia fundado em 9 de outubro de 1921. Sua sede fica localizada em Malmö.